# Georg Haner
Georg Haner (n. 28 aprilie 1672, Sighișoara, Principatul Transilvaniei – d. 15 decembrie 1740, Biertan, Sibiu, România) a fost un teolog și istoric al bisericii sas.
După ce a urmat Gimnaziul din Sighișoara, a studiat începând cu 1691 la Universitatea din Wittenberg. După un an a obținut diploma de „magistru” al Facultății de Filosofie. La Wittenberg a scris prima carte, o istorie a bisericii luterane transilvănene.
În ianuarie 1695 a fost numit rector al gimnaziului din Sighișoara, iar în 1698 a preluat postul de pastor orășenesc. În 1701 a fost numit preot la Apold, în 1706 la Saschiz, în 1708 la Cincu, în 1713 la Mediaș, iar în 1736 la Biertan și episcop al Bisericii Luterane Săsești din Transilvania. A fost opozant al pietismului.

## Opere (selecție)
- Historia ecclesarum Transsilvanicarum, inde a premis populorum originibus ad haec usque tempora et fide dignissimis manuscriptis IV libris delineata auctore M. Georgio Haner. Francofurti & Lipsiae apud Joh. Christoph. Fölginer. Anno 1694, 4 volume.
- Notabene majus pastoris Saxo-Transilvani et Augustanae confessioni invariatae ore et corde addicti in tres partes divisum. 3 volume.
- Subjectum Philosophiae moralis speciale, seu Orationis affectus et actiones morales. Praeside Abrah. Henr. Deutschmann. Vittebergae, 1691.
- Pentecostalis Pnevmatologia paradisiaca h. e. Mysteria pentecostalia de Spiritus S. beneficiis divinitus in Paradiso Gen. Cap. I., II., III. revelata. Praes. Joh. Deutschmann 1692. d. 22. Julii. Vittebergae.
- Lustratio Hebraeorum ad explicanda commata Psalm. LI. 9. Hebr. IX. 13., 14. Praes. Theod. Dassov. 1692, 21. Decemb. Vittebergae.
- Dissertatio philologica de Literarum hebraicarum origine et auJentia. Respondente Paulo Brellft… d. 24. Decemb. 1692. Vittebergae.
- Dissertatio Historico Philologica de Punctorum Hebraeorum cum Literis coavitate et Qeopneosia. Resp. Ioanne Helgey… d. 28. Oct. 1693.
- Historia Ecclesiarum Transylvanicarum, inde a primis Populorum Originibus ad haec usque tempora, ex variis iisque antiquissimis et probatissimis Archyvis et fide dignissimis Manuscriptis IV. Libris delineata. Francofurti et Lipsiae, 1694.
- Acroasium Theologicarum Disputatio prima, Ex Theologia de Theologia in genere, sub moderamine S. S. Trinitatis, Praeside M. Georgio Haner… publice disputabit Andreas Gerger. Balastelk… Anno 1696, die 26. Novembr. Cibinii.
- Acroasium Theologicarum Disputatio Secunda, De Theologiae objecto sive de Religione; sub moderamine S. S. Trinitatis, Praeside M. G. H… publice disputabit Thomas Bulchesch … anno 1697. Cibinii.
- Acroasium Theologicarum ex D. Cunradi Dieterici Institutionibus Catheticis, Discentibus Gymnasii Schaesburgensis ostensarum Disputatio prima, post binas praeliminares, de Scriptura Sacra, quam sub moderamine S. S. Trinitatis Praeside M. G. H… publice disquisitioni submittet. Respondens Georgius Seraphinus… anno 1697. Coronae.
- Acroasium Theologicarum ex B. D. Cunradi Dieterici Institutionibus Catecheticis, Discentibus in Gymnasio Schaesburgensi, ostensarum Disputatio II post binas praeliminares, de Deo Uni-Trino, quam sub moderamine Dei Uni-Trini Praeside M. G. H… publice defendet Andreas Helwig… Coronae.
- Acroasium Theologicarum ex B. D. Cunradi Dieterici Institutionibus Catecheticis, discentibus in Gymnasio Schaesburgensi ostensarum Disputatio Tertia super Articulo: De Scriptura Sacra. Praes. M. G. Haner… Coronae, 1698.